# Saint-Georges-sur-Meuse
Pour les articles homonymes, voir Saint-Georges.
Saint-Georges-sur-Meuse (en wallon Sint-Djôr-so-Mouze, en néerlandais Sint-Joris-aan-de-Maas) est une commune francophone de Belgique située en Région wallonne dans la province de Liège, ainsi qu'une localité où siège son administration.
La commune compte près de 7 000 habitants pour une superficie de 20,89 km2.

## Géographie

### Situation et géographie de la commune
Le territoire de la commune se situe en Hesbaye liégeoise. La Meuse marque la limite sud au niveau du hameau de La Mallieue (altitude : 70 m). Entre ce hameau et Stockay, se trouve le versant nord de la Meuse, cadre d'importantes carrières d'extraction. Le reste de la commune occupe le plateau hesbignon constitué de cultures et de prairies (altitude maximale : 207 m). Les trois villages du centre de la commune (du nord au sud : Saint-Georges, Warfusée et Stockay) forment désormais une agglomération commune. Yernawe (à l'ouest), Dommartin (au nord), Sur-les-Bois et Tincelle (à l'est) sont les autres localités principales de la commune.
La commune dépend de l'arrondissement administratif de Waremme et se raccorde au reste de cet arrondissement par une très mince bande de terre (une vingtaine de mètres) touchant la commune de Donceel.

### Communes limitrophes
|          | Donceel       | Grâce-Hollogne |
| Verlaine | Saint-Georges | Flémalle       |
| Amay     |               | Engis          |

### Ses hameaux
Le Centre, Warfusée, Dommartin, Warfée, Yernawe, Stockay, Sur-les-Bois, Tincelle et La Mallieue en bord de Meuse.

## Démographie
- Source: DGS , de 1831 à 1981=recensements population; à partir de 1990 = nombre d'habitants chaque 1 janvier[2]

## Histoire

### Paléolithique moyen (~ -50 000)
Campement installé au lieu-dit « La Vallée » Saint-Georges.

### Mésolithique (- 5.500 - 5.200)
Sites importants à Stockay et La Mallieue.
Néolithique (- 4.000)
Gros villages omaliens vivant de l'agriculture à Dommartin.

### Âges du bronze et du fer (- 1.500 à - 50)
Habitations à Dommartin, Warfée et Saint-Georges.

### Période romaine (IerauIVesiècle)
Nombreuses habitations, villas et tombes gallo-romaines à Saint-Georges, Stockay, Yernawe, Dommartin et Warfée.

### Époque mérovingienne (IVeauVIIesiècle)
Habitations et tombes à Saint-Georges et Warfée. Au milieu du VIIe siècle, sainte Ode, princesse mérovingienne érige le premier oratoire chrétien dédié à saint Georges. Origine du nom du village actuel et de la future commune.

### Moyen Âge et Ancien Régime
Le 25 aout 1325, une bataille rangée s'y déroula au lieu-dit Dommartin dans le cadre de la guerre des Awans et des Waroux. Henri de Hermalle et Lambert de Harduémont, notamment, y perdirent la vie.

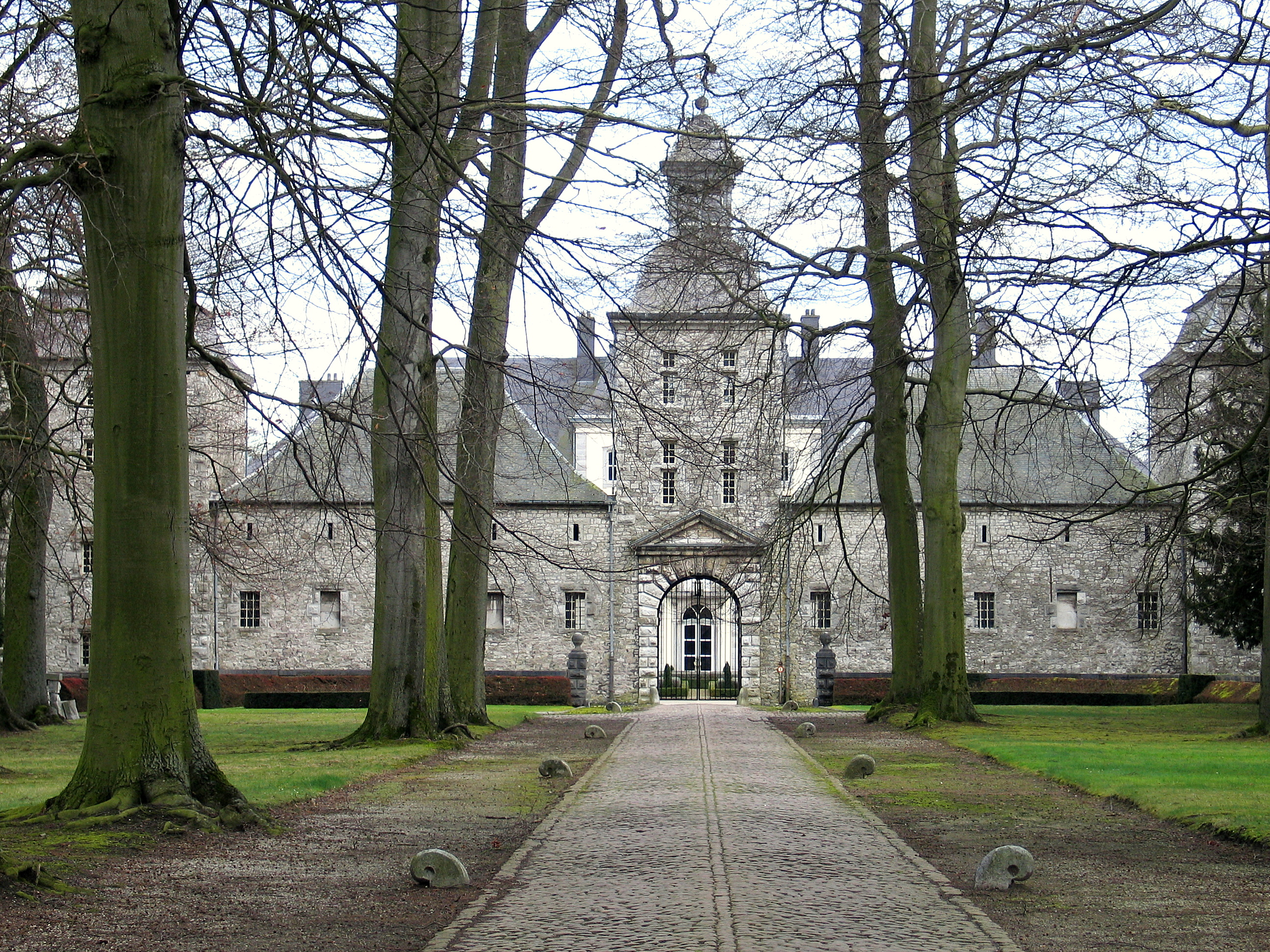
Le château de Warfusée, situé Boulevard des Combattants.

À la fin du XIe siècle l'alleu de Yernawe possède une superficie d'environ 100 bonniers. Il est une dépendance de l'église Saint-Lambert de Liège. Entre 1145 et 1248 l'Abbaye de Saint-Jacques construit à Yernawe une chapelle citée par le pape Innocent IV. En 1651, les troupes lorraines pillent l'alleu de Yernawe. La restauration est faite par Gilles de Geer en 1663. En 1797, les révolutionnaires confisquent les biens de l'abbaye de Yernawe. Ils sont vendus en grande partie à Arnold de Lexhy.
Au cours des XVIIe et XVIIIe siècles, la commune de Saint-Georges a souffert du passage des différentes armées dans la région réquisitions, meurtres, incendies, vols et viols ont durement frappé les populations et plus spécialement les villages d'Yernawe et de Sur-les-Bois qui furent saccagés par les troupes lorraines en 1651. En 1691, le village Saint-Georges est dévasté à son tour. En 1693-1694, le duc de Luxembourg ravage le village de Dommartin. En 1703, une armée de Hollandais et d'Anglais commandée par le duc de Marlborough campe à nouveau à Saint-Georges. Les Autrichiens puis les troupes françaises laissent également de bien mauvais souvenirs lors de leur passage en 1746, 1748, 1749 et 1792.

### Époque contemporaine
Le 1er juin 1977, la fusion des communes crée une nouvelle délimitation à Saint-Georges-sur-Meuse, par découpage de l'ancienne commune d'Hermalle-sous-Huy. Elle s'étend désormais jusqu’à la rive gauche de la Meuse, dite la Mallieue, et comporte une série d'usines dont des fours à chaux et les débarcadères des carrières de pierre calcaire. La gare d'Hermalle-sous-Huy, qui y existait depuis les années 1850, fermera toutefois aux voyageurs en 1993.

## Héraldique
|  | La commune ne possède pas d'armoiries. Source du blasonnement : Heraldy of the World. |

## Politique et administration

### Collège et conseil communal 2024-2030
| Collège communal   |                      |                        |
| ------------------ | -------------------- | ---------------------- |
| Bourgmestre        | Francis Dejon        | Les Engagés - Ensemble |
| 1er Échevin        | Jean-François Wanten | Ensemble               |
| 2e Échevin         | Julien Madani        | Ensemble               |
| 3e Échevin         | Henri Fossoul        | Ensemble               |
| 4e Échevin         | Ludivine Alfieri     | Ensemble               |
| Présidente du CPAS | Dilek Kelleci        | Ensemble               |

## Patrimoine et culture

### Patrimoine architectural et sites
- Le tumulus de Yernawe et le château de Warfusée sont repris sur la liste du patrimoine exceptionnel de la Région wallonne.
- Voir la liste du patrimoine immobilier classé de Saint-Georges-sur-Meuse.

## Personnalités liées à la commune
- Émile d'Oultremont.
- Catherine Seret.
- Sandrine Goeyvaerts (1981-), sommelière, chroniqueuse et autrice belge, qui exerce son activité de caviste à Saint-Georges-sur-Meuse.